# Jewgraf Kruteń
Jewgraf Nikołajewicz Kruteń (ros. Евграф Николаевич Крутень; ur. 5 grudnia?/17 grudnia 1892 w Kijowie, zm. 7 czerwca 1917 w Płotyczy koło Tarnopola) – rosyjski as myśliwski z czasów I wojny światowej. Jeden z pierwszych taktyków walki powietrznej.

## Służba wojskowa przed i na początku wojny
W 1912 ukończył szkołę wojskową w stopniu podporucznika, a w 1914 skierowany został do szkoły lotniczej w Gatczynie. We wrześniu otrzymał skierowanie na front. Zaczął od latania na Voisinach. Wykonywał zarówno dzienne, jak i w nocne misje.

## Początek służby jako pilot myśliwski
Po przeniesieniu do 2 Awiaotriada, już jako pilot myśliwski, 15 maja 1916 odniósł swoje pierwsze zwycięstwo powietrzne, strącając Albatrosa. 1 sierpnia zmusił samolot wroga do lądowania – załoga niemiecka została wzięta do niewoli.
Opracował specyficzny sposób walki – najpierw wzbijał się 100-150 metrów ponad przeciwnika, następnie mając za plecami słońce nurkował i wlatywał pod samolot wroga, po czym będąc 50-100 metrów poniżej przeciwnika podrywał maszynę w górę i otwierał ogień z bardzo małej odległości.
Podczas jednego z lotów bojowych, po zestrzeleniu wroga, wylądował przy jego wraku, w którym znalazł martwego pilota, a przy jego ciele zdjęcie żony i dzieci. Kilka dni potem, przelatując nad okopami Niemców, zrzucił zdjęcie z adnotacją: „Przykro mi z powodu śmierci waszego ojca, ale wojna jest wojną, gdybym ja go nie zabił, on zabiłby mnie”.

## Służba na froncie zachodnim
Zimą 1916/17 został wysłany na front zachodni, gdzie miał zapoznać się z organizacją i taktyką sojuszniczego lotnictwa myśliwskiego. Wykonywał loty bojowe na Spadach i Nieuportach, a koledzy byli bardzo dobrego zdania o jego umiejętnościach. Swoje uwagi Kruteń opublikował następnie w Rosji, w broszurze dla pilotów myśliwskich.

## Powrót na front wschodni i dowodzenie eskadrą
Po powrocie na front rosyjski został mianowany dowódcą 2 Awiaotriada, jednostki stacjonującej na lotnisku Brody, na południu frontu, gdzie za przeciwników miał lotników austro-węgierskich. Był dowódcą bardzo wymagającym. Kładł duży nacisk na przygotowanie do walki powietrznej, organizując dodatkowe treningi, na których przekazywał nabyte doświadczenie.
Kolejne zwycięstwa odniósł na samolocie Nieuport 23, otrzymanym wiosną 1917. 7 czerwca, w czasie podchodzenia do lądowania na lotnisku w Płotyczy koło Tarnopola, jego maszyna wytraciła nagle prędkość i przepadła na skrzydło, a Jewgraf Kruteń poniósł śmierć na miejscu. Został pochowany w Kijowie z honorami wojskowymi.
W czasie wojny odniósł 7 zwycięstw powietrznych, dalsze 10 nie zostało oficjalnie uznanych. Pośmiertnie odznaczony został Orderem św. Jerzego III Klasy i awansowany do stopnia podpułkownika.

## Odznaczenia
- Order św. Jerzego – III Klasy (pośmiertnie); IV Klasy
- Order św. Włodzimierza – IV Klasy
- Order św. Anny – IV Klasy
- Order św. Stanisława – II Klasy; III Klasy
- francuski Croix de Guerre (1914–1918)